# Matthew Freud
Matthew Freud (nascido em 1963) é o chefe da Freud Communications Limited, uma firma internacional de relações públicas do Reino Unido.

## Biografia
Matthew Freud é filho do escritor Sir Clement Freud, um ex-membro do parlamento liberal. Seu bisavô foi Sigmund Freud, o fundador da psicanálise, que sua filha Anna expandiu. Foi educado em Westminster School, Londres. A irmã de Matthew, Emma Freud, é uma entrevistadora de televisão e esposa do roteirista Richard Curtis. O artista Lucian Freud é seu tio, e as filhas de Lucian (Bella Freud, Susie Boyt e Esther Freud) são suas primas. O sobrinho de Sigmund Freud, Edward Bernays, foi considerado um dos pais do campo de relações públicas.
Quando tinha seus vinte anos, foi considerado um prodígio no mundo das relações públicas britânicas e uma "terrível criança" pela sociedade de Londres. Seu sucesso constitui-se numa mistura única de estratégias inovadoras de marketing para clientes corporativos de alto perfil e para investimentos de negócios diversos.
Matthew, ao lado de sua irmã Emma Freud e cunhado Richard Curtis, é um dos membros da comissão de diretores da Comic Relief, que é anualmente transmitida pela BBC por todo o país como um evento de caridade.
Em maio de 2005, em parceria com Piers Morgan, ele ganhou controle da Press Gazette, uma revista de mídia dedicada ao jornalismo e à imprensa, e o British Press Awards, num acordo de £1 milhão de libras esterlinas.
No meio dos anos 1980, ele namorou a playmate Marina Baker, que caçou votos para a campanha de eleição de seu pai em 1987. Ela se tornaria mais tarde prefeita da cidade de Peacehaven, em East Sussex.
A primeira esposa de Freud foi Caroline Hutton. Eles tiveram dois filhos, George Rupert Freud (nascido a 3 de outubro de 1995) e Jonah Henry Freud (nascido em 1º de abril de 1997). Em 2001, depois do divórcio dos Freud, ela tornou-se a segunda esposa de Charles Spencer, 9° Conde Spencer, o único irmão da falecida Diana, Princesa de Gales.
Sua segunda e atual esposa é Elisabeth Murdoch, a segunda filha do magnata Rupert Murdoch. Quando o casal começou a namorar, como colegas de trabalho, ela estava grávida de sua segunda filha seu primeiro marido e sócio, Elkin Pianim, filho do político ganês Kwame Pianim. Em 2000, Matthew e Elisabeth tiveram uma filha, Charlotte.
Eles são considerados um dos casais poderosos melhores conectados do Reino Unido, recebendo bastante atenção da mídia.